# باب الحارة (الجزء العاشر)
باب الحارة (الجزء العاشر) هو الجزء العاشر من المسلسل الشامي باب الحارة عرض في رمضان 2019 من إخراج محمد زهير رجب وتأليف مروان قاووق.

## القصة
تعتدي القوات الفرنسية على دمشق وتقصفها بالمدافع، ما يؤدي إلى تدمير (حارة الضبع)، وانتقال الأهالي إلى حارة (الصالحية).

## الممثلون
الشخصيات الباقية من الاجزاء السابقة
- علي كريم، أبو النار
- أيمن بهنسي، أبو قاسم
- عادل علي، الشيخ عبد العليم
- محمد قنوع، سعيد
- أمية ملص، بوران
- هدى شعراوي، ام زكي
- هلا يماني، فايزة
- وفاء الحسين، هدى
- علاء قاسم، الضابط فادي
- وسيم الرحبي، الكومندان جان
- محمد الشماط، أبو مرزوق

الشخصيات الجديدة
- نجاح سفكوني، الزعيم أبو عزام
- جلال شموط، أبو نبيل بيك
- رائد مشرف، أبو مصطفى
- صالح الحايك، المختار أبو رسمي
- فاتح سلمان، العقيد راتب
- تيسير أدريس، أبو رمزي
- زهير عبد الكريم، أبو بسام
- مجدي مقبل، عزام
- جوان خضر، بسام
- رامز الاسود، محجوب
- يامن حجلي، شكري
- قاسم ملحو، رئيس الكركون أبو مشعل
- مأمون الفرخ، أبو نكاشه
- حمدو
- فوزي بشارة، أبو معروف
- الافكح
- ناصر وردياني، أبو ناتوف
- يحي بيازي، أبو نحلة
- طارق مرعشلي، ابن أخو أبو بسام
- عابدين
- محمد شما، أبو غضب
- زين عاطف، يحي ابن أبو النار
- بلال مارتيني، فخري
- حارس الحارة

نسوان الحارة
- نضلي الرواس	أم عزام
- فاديا خطاب	أم رسمي
- أم نبيل
- مرح جبر	أم بسام
- أمانة والي	أم رمزي
- تولين البكري	خيزران
- ريم عبد العزيز	أم مصطفى
- سلوى جميل	قدرية
- رشا إبراهيم	زمرد
- رهف الرحبي	الدكتوره
- ريام كفارنة	الصيدلانية
- سماح سرية	بنت أبو رمزي
- بنت أبو بسام
- سوسن ميخائيل	سكر خانم
- أم يحي